# Segonzano
Segonzano (alemany: Segunzan) és una comune (municipi) de Trentino dins la regió italiana del nord Trentino - Alto Adige/Südtirol, localitzat aproximadament 15 quilòmetres al nord-est de Trento. El 31 de desembre de 2010, tenia 1536 habitants i una àrea de 20.8 quilòmetres quadrats.
Segonzano limita amb els municipis següents: Sover, Grumes, Valda, Faver, Cembra, Lona-Lases, Bedollo i Baselga di Pinè.
A prop del poble hi ha una curiositat geològica espectacula, el "Piramidi di Terra", piràmides creades per erosió.